# Кисуця
Кисуця (словац. Kysuca) — річка у Словаччині, права притока Вагу, протікає в округах Чадця, Кисуцьке Нове Место та Жиліна.
Довжина — 66,3 км; площа водозбору 1053 км².
Витік знаходиться в масиві Яворники біля чеського кордону на висоті близько 1000 метрів.
Серед приток —
- Баганський потік[1]
- Вадічовський потік;
- Неслушанка;
- Лоднянка;
- Олешнянка[2]
- Ощадниця;
- Повінський потік;
- Предмеранка,
- Ракова,
- Рієка[3]
- Снежниця[4][5][6][7].
- Троячка;
- Чернянка, Впадає у Ваг біля міста Жиліна.